# Šimada (Šizuoka)
Šimada (japonsky:島田市 Šimada-ši) je město v prefektuře Šizuoka v Japonsku. Žije zde téměř 100 tisíc obyvatel. Jedná se o úrodnou oblast, proto se zde hojně pěstuje zelený čaj a rýže.

## Partnerská města
- Brienz, Švýcarsko (10. srpen 1996)

- Chu-čou, Čína (květen 1987)
- Richmond, Kalifornie, Spojené státy americké (prosinec 1961)